# Oomyzus brevistigma
Oomyzus brevistigma is een vliesvleugelig insect uit de familie Eulophidae. De wetenschappelijke naam is voor het eerst geldig gepubliceerd in 1936 door Gahan.